# Rue du Foin
Rue du Foin je ulice v Paříži v historické čtvrti Marais. Nachází se ve 3. obvodu.

## Poloha
Ulice vede od křižovatky s Rue de Béarn a končí na křižovatce s Rue de Turenne.

## Historie
Ulice byla otevřena v roce 1597 na bývalé pastvině, která patřila k paláci Tournelles. Zde byla sečena tráva a sušena na seno (fr. foin). To dalo ulici název. Otevření ulice bylo součástí rozvoje oblasti za Place des Vosges, který začal za Ludvíka XIII., a pokračoval celé 17. století.

## Zajímavé objekty
- dům č. 4: bydlela zde Annie Girardotová, na což upomíná pamětní deska.
- dům č. 6: pozůstatky hôtel de Tresmes. Palác byl vybudován za vlády Ludvíka XIII. a rozkládal se až k domu č. 17 v Rue des Minimes.